# Shaira hemipteroides
Shaira hemipteroides – gatunek chrząszcza z rodziny stonkowatych i podrodziny Galerucinae.
Gatunek ten opisany został w 2006 roku przez Igora K. Łopatina.
Chrząszcz o ciele długości od 5,5 do 7,3 mm. Ubarwienie podstawowe smoliście czarne. Głowa błyszcząca, o rudawożółtych: nadustku, czole i trzech nasadowych członach czułków. Na rudawożółtym przedpleczu rozmyte brązowawe plamki, a niekiedy także szeroka, czarna plama. Obrzeżenia przodu i tyłu przedplecza delikatne, boków szerokie u podstawy, zwężone ku środkowi i u szczytu zanikające. Punktowanie dysku przedplecza i pokryw mikroskopijne. U samca pokrywy odsłaniają trzy segmenty odwłoka, u samicy dwa i pygidium. Niekiedy kąty barkowe pokryw z rudawożółtymi plamkami.
Owad znany tylko z chińskiego Syczuanu, z okolic Guanyuochang.